# Amarok (Mike Oldfield)
Amarok è un album di Mike Oldfield pubblicato da Virgin Records nel 1990 in formato LP, CD e musicassetta. È il tredicesimo album dell'artista.

## Descrizione
(Dicitura sul retro della copertina dell'album)
Amarok è il disco più complesso e sperimentale composto da Mike Oldfield. Per incidere l'album Oldfield ha suonato oltre 40 strumenti diversi tra chitarre, bassi, arpe, percussioni e altri particolarissimi oggetti soprannominati dall'autore stesso (ad esempio: Toy-Dog).
La composizione non segue un preciso percorso melodico, solo il motivo principale viene riproposto più volte ma arrangiato in maniera diversa. Questo rese impossibile l'estrazione di un singolo. Si passa da momenti molto tranquilli a pezzi più movimentati con chitarre e percussioni, pianoforte e flauti, o a momenti folk-flamenco, africani etc. Il tutto per creare una musica d'impatto con sonorità sia acustiche che elettroniche molto particolari. Per alcuni stacchi musicali, Oldfield usa addirittura il rumore di vetri che si infrangono a terra, scoppiettii simili a petardi, stivali che sbattono su un pavimento di legno e tanti altri suoni non convenzionali.
L'origine del titolo è sempre stato un punto di contesa. Oldfield ha dichiarato in passato di averlo utilizzato per il suo suono piuttosto che per un significato particolare: Parlando con un giornalista olandese poco dopo la pubblicazione di Amarok, Mike Oldfield ha commentato il titolo: «Non ha un significato reale, ma è simile a molte parole in gaelico, come quelle che stanno per "mattina" o "felice".»
Il finale (da 58:44 a 60:02, alla fine), cantato in lingua Xhosa, recita:
()

## Tracce
L'edizione dell'album pubblicata in LP e musicassetta è suddivisa in due tracce da 30 minuti l'una. L'edizione pubblicata in CD contiene invece un'unica traccia da 60 minuti.

### LP e MC
Testi e musiche di Mike Oldfield.
1. Amarok – 30:00
2. Amarok (Continued) – 30:04

Durata totale: 60:04

### CD
Testi e musiche di Mike Oldfield.
1. Amarok – 60:02

Durata totale: 60:02

## Formazione
- Mike Oldfield - basso acustico, chitarra folk, banjo, basso elettrico, bass whistles, bouzouki, bell tree, bodhran, bowed guitar, cabasa, chitarra classica, chitarra elettrica, farfisa, Lowrey e Vox organ, chitarra da flamenco, glockenspiel, high-string guitar, scacciapensieri, kalimba, mandolino, marimba, melodica, cornamusa, tin whistle, percussioni, pianoforte, salterio, rototom, electric sitar, spinetta, timpani, campane tubolari, chitarra a 12 corde, ukulele, violino, voci e wonga box.
- Janet Brown - la voce di "Margaret Thatcher"
- Jabula - coro africano e percussioni
- Paddy Moloney - tin whistle
- Clodagh Simmonds - voci
- Bridget St John - voci

## Promo
Dell'album sono state distribuite due versioni promozionali contenenti degli estratti dell'opera completa, pubblicati in Germania e nel Regno Unito.

### Amarok Sampler
Amarok Sampler è un album promozionale pubblicato in Germania nel maggio del 1990 in formato CD che include 5 estratti dall'album originale, con il numero catalogo 663 271 000.

#### Tracce
1. Amarok – 3:09 – excerpt I
2. Amarok – 3:22 – excerpt II
3. Amarok – 9:30 – excerpt III
4. Amarok – 1:53 – excerpt IV
5. Amarok – 2:29 – excerpt V

### Amarok X-Trax
Amarok X-Trax è un doppio album promozionale, pubblicato in CD. Ne sono state pubblicate due edizioni, la prima distribuita nel Regno Unito con il numero catalogo AMACD 1DJ, la seconda allegata alla rivista Insight, con numero di catalogo AMACD 1. Quest'ultima versione comprende le tracce I, II e V dal primo AMACD 1DJ.

#### Tracce
1. Amarok – 3:05 – excerpt I
2. Amarok – 4:16 – excerpt II
3. Amarok – 3:47 – excerpt III
4. Amarok – 5:18 – excerpt IV
5. Amarok – 5:38 – excerpt V

## Classifiche
L'album non ha raggiunto il vertice delle classifiche, ma è entrato comunque nella TOP 50 in vari stati europei.
| Classifica (1990) | Posizione |
| ----------------- | --------- |
| Germania          | 16        |
| Svizzera          | 30        |
| Austria           | 26        |
| Svezia            | 50        |